# Acanthohamingia ijimai
Acanthohamingia ijimai är en djurart som tillhör fylumet skedmaskar, och som först beskrevs av Ikeda 1908.  Acanthohamingia ijimai ingår i släktet Acanthohamingia och familjen Bonelliidae. Inga underarter finns listade i Catalogue of Life.